# عناصر الدورة الثامنة
عناصر الدورة الثامنة  هي العناصر الكيميائية الموجودة في الصف الثامن «الدورة الثامنة» من الجدول الدوري للعناصر. لم يتم اكتشاف أي من عناصر هذه الدورة، ولكن تم اقتراح الأسماء أنون إنيوم، أننبينيليوم لمكان أول عنصرين في هذه الدورة.
عناصر الدورة الأولى -
عناصر الدورة الثانية -
عناصر الدورة الثالثة -
عناصر الدورة الرابعة -
عناصر الدورة الخامسة -
عناصر الدورة السادسة -
عناصر الدورة السابعة -
عناصر الدورة الثامنة -
عناصر الدورة التاسعة -